# Venusia debrunneata
Venusia debrunneata är en fjärilsart som beskrevs av Heydemann 1925. Venusia debrunneata ingår i släktet Venusia och familjen mätare. Inga underarter finns listade i Catalogue of Life.